# The Turn of the Screw (Startime)
The Turn of the Screw è il terzo episodio della prima stagione della serie televisiva antologica statunitense Startime, distribuito a volte anche come un film televisivo a sé stante. L'episodio è tratto dal racconto Il giro di vite di Henry James.

## Riconoscimenti
- 1960 - Premio Emmy
  - Miglior attrice protagonista in un singolo episodio di una serie televisiva